# Илан, Ицхак
Ицхак Илан (ивр. יצחק אילן‎;
28 июля 1956 — 16 октября 2020) — израильский государственный деятель, служил в службе безопасности Израиля (Шабак) в 1982—2012 годах, занимал ответственные должности, включая заместителя главы ШАБАК в 2010—2011 годах

## Биография
Ицхак Илан (Автандил Цицуашвили) родился 28 июля 1956 года в Сурами (Грузия).
Летом 1973 года Ицхак с отличием окончил физико-математическую школу интернат для одаренных детей в Тбилиси, и со всей семьей репатрировался в Израиль, в Иерусалим.
Ицхак Илан — потомок известной семьи раввинов из Грузии: его дед, раввин Гавриэль Даварашвили, был учеником раввина Хаима ха-Леви Соловейчика в Бриске (Брест-Литовск), одного из величайших раввинов XX-го века. Брат его деда, раввин Моше ха-Катан, был учеником раввина Исраэля Меира ха-Коэна, известного как Хафец Хаим в городе Радин, и одним из лидеров возобновления иммиграции из Советского Союза в 1970-х годах. Другой брат, раввин Яаков Даварашвили, был главным раввином грузинской общины в 1960-х годах. Ещё один брат деда, Михаэль, иммигрировал в Палестину в 1920-х годах.
Ицхак поступил в университет, но, отучившись два года, понял, что его не привлекают теоретические исследования и в армии он может принести большую пользу.
В 1976—1980 годах служил в ВВС Израиля, в войсках противовоздушной обороны. Занимал пост командира зенитно-ракетной радиолокационной батареи. Демобилизовался в звании лейтенанта.
Ицхак Илан проработал 31 год в службе безопасности ШАБАК, имел звание генерал-майора госбезопасности, занимал ряд руководящих должностей вплоть до заместителя руководителя Шабак.
После выхода в отставку с 2012 года Ицхак Илан являлся членом совета директоров публичной финансовой компании, а также с 2017 года генеральным директором инвестиционной компании и членом совета директоров различных международных технологических компаний.
Ицхак Илан владел 5 языками, имел степень бакалавра с отличием Объединённого факультета социальных наук — экономики, политологии и социологии Бар-Иланского Университета, и степень магистра в области изучения дипломатии и безопасности Тель-Авивского Университета.
16 октября 2020 года Илан скончался во время пандемии коронавируса в Израиле.

## Служба в ШАБАК
В январе 1982 года он поступил на службу в ШАБАК и начал работать в контрразведке в российском отделе.
В августе 1985 года, после успешного завершения обучения арабскому языку и подготовки в качестве следователя по расследованию терактов, он перешел в арабский сектор, в отдел расследований районов Иудеи и Самарии, в Рамаллу, и вскоре был назначен на должность руководителя группы расследований в Рамалле, а позже — заместителем начальника расследований в Иудее и Самарии.
В период 1995—1997 годы Илан занимал должность начальника отдела, ответственного за оперативную и разведывательную деятельность в Газе. В рамках своей должности он сыграл решающую роль в планировании и уничтожении архи-террориста «инженера» И́ихьи Аяша.
B 2000—2003 годы был командиром службы безопасности ШАБАК в Самарии в годы второй интифады.
В 2004—2006 годах Ицхак Илан был назначен начальником департамента расследований. В качестве руководителя следственного департамента, Ицхак возглавлял специальную следственную группу службы безопасности ШАБАК, израильской полиции и сил обороны, расследовавшую дело Эльханана Танненбаума после его возвращения из плена Хизбаллы.
В течение года в этот период он возглавлял арабскоий отдел, в котором провел общую реорганизацию.
В 2006—2008 годах Ицхак Илан занимал должность руководителя антитеррористического и контрразведывательного арабо-иранского департамента.
В 2008—2010 годы Ицхак Илан возглавлял отдел по делам иностранцев. Этот отдел отвечает за предотвращение террора против еврейского населения за рубежом, пресечение западного (неарабо-иранского) шпионажа, за охрану секретов национальной безопасности Израиля. Как глава департамента, он был ответственен, среди прочего, за поимку еврейского террориста Джека Тейтеля.
В начале 2010 года Илан был назначен заместителем главы службы безопасности ШАБАК, и занимал этот пост до сентября 2011 года.
Ицхак Илан вместе с Йорамом Коэном претендовал на пост главы службы безопасности ШАБАК в марте 2011 года, но не был избран главой организации, несмотря на рекомендацию предыдущего руководителя Юваля Дискина.
В интервью, данном военному обозревателю газеты «Едиот Ахронот» Алексу Фишману в 2013 году, Илан отметил четыре фактора подавления терроризма:
- «Первым фактором является физическое присутствие в центре городов и лагерях беженцев.
- Вторым — решимость предотвращать теракты — армия и ШАБАК поняли, что ячейки, вовлеченные в подготовку террористов-смертников, должны быть уничтожены. Я понял, что, если мы будем преследовать террориста-смертника как одиночку, нам ничего не удастся, поэтому мы сосредоточили усилия на выявлении элементов, ответственных за изготовление взрывных устройств и на выявлении командиров отрядов самоубийц. В течение двух лет они были арестованы или уничтожены, и в результате началось снижение числа взрывов смертников.
- Третьим компонентом было строительство забора, как физического барьера.
- Четвёртое, что принесло нам победу над терроризмом в Самарии — это уход с арены Арафата. Сегодняшний лидер Абу Мазен считает, что террор нанес вред палестинскому народу, отбросив его на десять лет назад».